# Port lotniczy Skardu
Port lotniczy Skardu (IATA: KDU, ICAO: OPSD) – krajowy port lotniczy położony w mieście Skardu, w prowincji Gilgit-Baltistan, w Pakistanie.

## Linie lotnicze i połączenia[1]
- Pakistan International Airlines- Islamabad